# 撫河
撫河（ぶが、Fu River、簡体字: 抚河、拼音: Fŭ hé）は、中華人民共和国江西省東部を流れる河川である。長江水系の鄱陽湖に注ぐ。撫州（現在の江西省撫州市）に発することから撫河の名が付けられた。古い呼び名には、盱水（くすい）、盱江、建昌江、武陽水、汝水などがある。

## 概要
広昌県・石城県・寧都県の境界の、栄華峰の東側にある里木荘山谷を水源とする。上流では千善港、長橋水、古竹港、尖峰港、頭陂港、石樑港、塘坊港などの小さな支流を合流して大きくなる。東北方向へ向かって広昌県を流れ、北へ向きを変え南城県、臨川区を通り、撫州市の下源村付近で宜黄水と宝塘水が合流する。ここまでの区間では盱江（くこう）と呼ばれ、これ以後の区間では撫河に名が変わる。
豊城市、進賢県、南昌県を流れた後、二つに分流する。右分流は青嵐湖に、左分流は金渓湖に入った後、湖を出て北へ流れ余干県を経て、両分流は鄱陽湖に注ぎ込む。
全長は312キロメートル、流域面積は15,800平方キロメートル、年平均流量は483立方メートル/秒。流域には現在、水力発電所が3つあり、発電容量は4.3万キロワットに達する。
主要な支流は、上流区間では長橋水、青銅港、瞿渓河、密港水、石咀水、九劇水、滄浪水など。中流区間では黎灘河、龍安水、茶亭水、桐埠水、金渓水、崇仁河、宜黄水など。